# Pavetta minor
Pavetta minor là một loài thực vật có hoa trong họ Thiến thảo. Loài này được (Hook.f.) Deb & Rout mô tả khoa học đầu tiên năm 1992.